# Gruppo di NGC 380
Il Gruppo di NGC 380 comprende almeno tre galassie situate nella costellazione dei Pesci.
La distanza media tra il centro di massa di questo gruppo e la nostra Via Lattea è di circa 198 milioni di anni luce (60,7 Mpc).

## Membri
Le galassie componenti il gruppo, nell'ordine indicato nell'articolo di Garcia del 1993, sono elencate nella tabella sottostante.
| Nome    | Classificazione | Tipo      | RA (J2000.0)  | DEC (J2000.0) | Velocità radiale (km/s) | Magnitudine apparente | Distanza (Mpc) | Dimensioni (kal) |
| ------- | --------------- | --------- | ------------- | ------------- | ----------------------- | --------------------- | -------------- | ---------------- |
| NGC 380 | E2              | Ellittica | 01h 07m 17.6s | 32° 28′ 59″   | 4426 ± 17               | 12,6                  | 60,8 ± 4,3     | 103              |
| NGC 384 | E3              | Ellittica | 01h 07m 25.1s | 32° 17′ 33″   | 4233 ± 20               | 13,0                  | 57,3 ± 4,0     | 63               |
| UGC 714 | SAc             | Spirale   | 01h 09m 14.0s | 32° 09′ 05″   | 4634 ± 10               | 14,35                 | 64,1 ± 4,5     | 75               |

Il sito DeepskyLog permette di trovare agevolmente le costellazioni in cui sono situate le galassie; in alternativa si possono utilizzare le coordinate delle galassie per individuarle. Se non altrimenti indicato, le coordinate sono quelle fornite dal sito NASA/IPAC (National Aeronautics and Space Administration / Infrared Processing and Analysis Center).